# For this is my blood
For this is my blood is een Vlaamse documentaire uit 2009 waarin de Limburgse Roland Javornik op zoek gaat naar antwoorden waarom hij geen bloed mag geven van het Rode Kruis. Homoseksuele mannen worden in België uitgesloten als bloeddonor.
Door middel van de aids-crisis vanaf de jaren 80 is het verboden voor mannen die vanaf 1977 seks hebben gehad met een andere man, om bloed te geven. Deze regel werd in 1985 ingevoerd omdat homoseksuele mannen een groter risico liepen om het hiv op te lopen. Homoseksuele mannen met een zeldzame bloedgroep worden ook uitgesloten. Deze regelgeving lijkt zich te baseren op homofobe vooroordelen die de heteroseksuele donors vrijspreekt van promiscue gedrag.
In de film komt de vraag aan de orde of dit discriminatie moet heten?
In juni 2009 werd de film genomineerd voor de "wanatoe" prijs als een van de tien beste eindwerken van een Limburgse kunstschool. Bovendien werd de film ook voor het Holebifilmfestival geselecteerd.